# Miami 2 Ibiza
«Miami 2 Ibiza» — совместный сингл Swedish House Mafia и британского рэпера Тайни Темпа. Был выпущен в Великобритании 4 октября 2010 года лейблом Virgin Records. Песня является вторым официальным синглом альбома House Mafia Until One, также присутствуя в альбоме Темпа Disc-Overy, но не является официальным синглом из него. В январе 2011 года сингл получил статус золотого в Австралии.

## Музыкальное видео
Режиссёром выступил Кристиан Ларсон, сам клип был загружен на YouTube 1 октября 2010 года. Всего видео было просмотрено более 76 миллионов раз

## Список композиций
| №  | Название        | Длительность |
| -- | --------------- | ------------ |
| 1. | «Miami 2 Ibiza» | 3:24         |

| №  | Название                                 | Длительность |
| -- | ---------------------------------------- | ------------ |
| 1. | «Miami 2 Ibiza» (Clean Radio Edit)       | 2:57         |
| 2. | «Miami 2 Ibiza» (Explicit Radio Edit)    | 2:56         |
| 3. | «Miami 2 Ibiza» (Extended Vocal Mix)     | 5:05         |
| 4. | «Miami 2 Ibiza» (Instrumental)           | 6:15         |
| 5. | «Miami 2 Ibiza» (Sander van Doorn Remix) | 6:06         |
| 6. | «Miami 2 Ibiza» (Danny Byrd Remix)       | 5:14         |